# 超廣角尋找行星

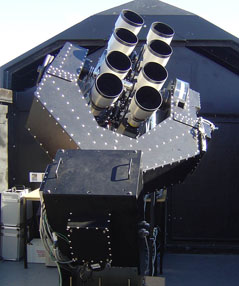
超WASP照相機位於OMI的架台上。

超廣角尋找行星（Super Wide Angle Search for Planets, SuperWASP）是一個正在執行的用凌日法以超廣角度尋找系外行星的計畫，瞄準範圍覆蓋整個天空，亮度暗至約15等的天體。 
SuperWASP包含兩個機器人天文台，位在穆查丘斯罗克天文台（Roque de los Muchachos Observatory）的SuperWASP-N，和位於南非南非天文台的SuperWASP-S。每個天文台都有一個8架佳能200mm、f1.8的鏡頭、配置2K X 2K科學等級的CCD的陣列。這架望遠鏡安置在光學結構有限公司的望遠鏡用赤道儀上，佳能的大視場鏡頭給天文台每次的指向可以覆蓋500平方度的大範圍天空。
這些觀測站不斷的監視著天空，大約每分鐘可以取得一張影像，一個晚上可以得到100Gigabyte的總資料量。由SuperWASP收集的資料可以測量每一顆恆星在影像上的亮度，使用凌日法，在亮度上小小的降低就可以協助找到在母恆星前方經過的大行星。
SuperWASP 由包括財團在內的8個學術機構負責營運，其中含括加那利群島天文研究所（Instituto de Astrofisica de Canarias）、艾薩克·牛頓望遠鏡集團、基理大學、 萊斯特大學、英國公開大學、贝尔法斯特女王大学和圣安德鲁斯大学。她們希望SuperWASP能夠革新我們對行星形成過程的瞭解，為未來搜尋地球型行星的太空任務鋪路。
在2006年9月26日，這個小組報告發現了兩颗系外行星：WASP-1b (以2.5天的週期600萬公里的距離環繞恆星)和WASP-2b (以2天的週期，450萬公里的距離環繞恆星)。
在2007年10月31日，這個小組報告誘發現了3顆系外行星：WASP-3b、WASP-4b和WASP-5b。這3顆行星都是質量和木星相似，並且各自與母恆星接近，軌道週期都短於2天。發現的這些行星都是軌道週期極短的，因此與母恆星的距離都很近，所以行星表面的溫度幾乎都超過2000℃。這些發現也使SuperWASP成為第一個也是唯一使用凌日法的觀測技術，在南半球和北半球都發現行星的團隊。WASP-4b和WASP-5b是WASP計劃的照相機在南非發現的第一批行星，而WASP-3b是WASP計劃的照相機在 La Palma發現的第3顆行星。
在2009年8月，宣布發現了WASP-17b，相信WASP-17是第一顆恆星自轉方向和行星公轉方向相反的行星。

## 註解
- 註解a:天體座標和標準目錄的標示不同，在2010年4月2日依據母恆星發佈的是WASP-9b。

## 外部連結
- SuperWASP primary website （页面存档备份，存于） — links to individual university sites
- SuperWASP-South live status （页面存档备份，存于）
- BBC News report: Planets have scientists buzzing （页面存档备份，存于）

28°45′37″N 17°52′45″W / 28.76023°N 17.87930°W